# Epilichen scabrosus
Epilichen scabrosus är en lavart som först beskrevs av Erik Acharius, och fick sitt nu gällande namn av Frederic Edward Clements. Epilichen scabrosus ingår i släktet Epilichen och familjen Rhizocarpaceae.  Arten är reproducerande i Sverige. Inga underarter finns listade i Catalogue of Life.